# ژاکلین سارخوشیان
ژاکلین (ژاکلینا) سارخوشیان (ارمنی: Ժակլին Սարխոշյան (Ժակելինա Սարխոշյան؛ زادهٔ ۲۶ ژانویهٔ ۱۹۷۵) رقصنده باله اهل ارمنستان است.

## زندگی‌نامه
وی در ۲۶ ژانویه ۱۹۷۵ در ایروان به دنیا آمد و از کالج دولتی هنر رقص ایروان (۱۹۹۳) فارغ‌التحصیل گشت. وی در تالار آکادمی ملی اپرا و باله آلکساندر اسپنداریان فعالیت کرده است. وی برنده جوایزی همچون مدال موسس خورناتسی، هنرمند افتخاری جمهوری ارمنستان و مدال طلای وزارت فرهنگ جمهوری ارمنستان است.